# Kashipur
Kashipur è una suddivisione dell'India, classificata come municipal board, di 92.978 abitanti, situata nel distretto di Udham Singh Nagar, nello stato federato dell'Uttarakhand. In base al numero di abitanti la città rientra nella classe II (da 50.000 a 99.999 persone).

## Geografia fisica
La città è situata a 29° 13' 0 N e 78° 57' 0 E e ha un'altitudine di 217 m s.l.m..

## Società

### Evoluzione demografica
Al censimento del 2001 la popolazione di Kashipur assommava a 92.978 persone, delle quali 48.933 maschi e 44.045 femmine. I bambini di età inferiore o uguale ai sei anni assommavano a 13.027, dei quali 6.858 maschi e 6.169 femmine. Infine, coloro che erano in grado di saper almeno leggere e scrivere erano 63.124, dei quali 35.780 maschi e 27.344 femmine.